# آبشار سنتینل
آبشار سنتینل (به انگلیسی: Sentinel Falls) آبشاری است که در پارک ملی یوسیمیتی، کالیفرنیا، ایالات متحده آمریکا واقع شده و ارتفاع کلی ریزشگاه آن ۱٬۹۲۰ فوت (۵۹۰ متر) است.